# 全鐘紡
全鐘紡硬式野球部（ぜんかねぼうこうしきやきゅうぶ）は、大阪府大阪市に本拠地を置き、日本社会人野球協会に加盟していた社会人野球の企業チームである。1968年に活動を停止した。
運営母体は紡績会社の鐘淵紡績。

## 概要
戦前から活動していた古参チームで、都市対抗野球大会に全大阪のメンバーを輩出していた。戦後は1950年に鐘紡諸事業所チームを合同して「全鐘紡」として出発、1950年代に都市対抗3連覇を成し遂げるなど全盛期を迎えたがその後低迷、会社の業績悪化のため1968年限りで活動を停止した。

## 沿革
- 1950年 - 都市対抗野球に初出場で優勝、それから3連覇を果たす。
- 1959年 - 日本産業対抗野球大会初出場。
- 1968年 - 解散。

## 主要大会の出場歴・最高成績
- 都市対抗野球大会 - 出場12回、優勝4回。
- 日本産業対抗野球大会 - 出場10回、優勝2回

## 主な出身プロ野球選手
- 藤原真（投手） - 1968年ドラフト1位でアトムズに入団
- 水谷宏（投手） - 1968年ドラフト1位で近鉄バファローズに入団

## かつて在籍していた主な選手・コーチ・監督
- 牧野直隆 - 選手、監督。のち高野連会長
- 平古場昭二 - 選手。のちにパ・リーグの審判員を務めた。